# Jonatan Treise
Jonatan Treise (Leandro N. Alem, Misiones, 1 de febrero de 1985) es un baloncestista argentino. Actualmente juega para Atlético Pilar en La Liga Argentina.

## Trayectoria
Inició sus primeros pasos en el Club Atlético Pilar de Buenos Aires, club en cual se coronó muchas veces como campeón de la Liga de Básquet de Capitán Sarmiento. Constituyó una base esencial en la selección de dicha Liga.
El Club Sportivo Escobar compra su pase para jugar Liga B 2001/02. Luego es comprado por Conarpesa Deportivo Madryn para jugar el Torneo Nacional de Ascenso, equipo con el cual asciende para jugar la Liga Nacional de Básquet.
En el 2007 su pase es adquirido por Quimsa de Santiago del Estero, donde llegó a ganar la Copa Argentina de Básquet 2009 y la Liga Sudamericana de Clubes del mismo año, además de lograr el subcampeonato de la Liga Nacional de Básquet 2007-08. Luego de jugar en el equipo santiagueño, pasó a Boca Juniors, donde estuvo hasta 2016.
En julio de 2023, mientras disputaba la Liga BásquetPro en Ecuador, acordó su incorporación a Atlético Pilar, equipo de La Liga Argentina.

### Clubes
| Club                                  | País      | Año             |
| ------------------------------------- | --------- | --------------- |
| Sportivo Escobar                      | Argentina | 2001 - 2002     |
| Conarpesa Deportivo Madryn            | Argentina | 2002 - 2007     |
| Quimsa                                | Argentina | 2007 - 2011     |
| Libertad de Sunchales                 | Argentina | 2011 - 2013     |
| Quimsa                                | Argentina | 2013 - 2014     |
| Boca Juniors                          | Argentina | 2014 - 2016     |
| Hispano Americano                     | Argentina | 2016 - 2017     |
| San Martín de Corrientes              | Argentina | 2017 - 2018     |
| Regatas Corrientes                    | Argentina | 2018 - 2019     |
| Gimnasia de Comodoro Rivadavia        | Argentina | 2019 - 2021     |
| Oberá                                 | Argentina | 2021 - 2022     |
| Olímpico                              | Argentina | 2022 - 2023     |
| Guerreros NMC de Santo Domingo        | Ecuador   | 2023            |
| Atlético Pilar                        | Argentina | 2023 - 2024     |
| Liga Deportiva Universitaria de Quito | Ecuador   | 2024            |
| Atlético Pilar                        | Argentina | 2024 - presente |

## Selección nacional
Treise fue miembro de los seleccionados juveniles de baloncesto de Argentina, llegando a participar, entre otros torneos, del Campeonato Mundial de Baloncesto Sub-19 de 2003 y del Campeonato Mundial de Baloncesto Sub-21 Masculino de 2005.

## Palmarés
- Campeón de la Copa Argentina de Básquet 2009 jugando para Quimsa
- Campeón de la Liga Sudamericana de Clubes 2009 jugando para Quimsa
- Subcampeón de la Liga Nacional de Básquet 2007-08 jugando para Quimsa